# IRB Sevens World Series 2013-2014
L'IRB Sevens World Series 2013-2014 è stata la quindicesima edizione del torneo internazionale di rugby a 7. La vittoria finale è andata per la dodicesima volta alla Nuova Zelanda, che ha conquistato il titolo per la quarta volta consecutiva.

## Tornei 2013-14
| Tornei 2012–13            | Tornei 2012–13                             | Tornei 2012–13      | Tornei 2012–13 |
| Torneo                    | Località                                   | Date                | Vincitore      |
| ------------------------- | ------------------------------------------ | ------------------- | -------------- |
| Australia Sevens 2013     | Skilled Park, Gold Coast                   | 12-13 ottobre 2013  | Nuova Zelanda  |
| Dubai Sevens 2013         | The Sevens, Dubai                          | 29-30 novembre 2013 | Figi           |
| South Africa Sevens 2013  | Nelson Mandela Bay Stadium, Port Elizabeth | 7-8 dicembre 2013   | Sudafrica      |
| United States Sevens 2014 | Sam Boyd Stadium, Las Vegas                | 24-26 gennaio 2014  | Sudafrica      |
| New Zealand Sevens 2014   | Westpac Stadium, Wellington                | 7-8 febbraio 2014   | Nuova Zelanda  |
| Japan Sevens 2014         | Stadio Principe Chichibu, Tokyo            | 22-23 marzo 2014    | Figi           |
| Hong Kong Sevens 2014     | Hong Kong Stadium, Hong Kong               | 28-30 marzo 2014    | Nuova Zelanda  |
| Scotland Sevens 2014      | Scotstoun Stadium, Glasgow                 | 3-4 maggio 2014     | Nuova Zelanda  |
| London Sevens 2014        | Twickenham, Londra                         | 10-11 maggio 2014   | Nuova Zelanda  |

## Squadre partecipanti
Le 15 core teams, ovvero le squadre che hanno acquisito il diritto a partecipare a tutti i tornei della serie, per la stagione 2013-14 sono state le seguenti:
| Nuova Zelanda | Inghilterra | Stati Uniti |
| Sudafrica     | Galles      | Canada      |
| Figi          | Australia   | Scozia      |
| Samoa         | Francia     | Portogallo  |
| Kenya         | Argentina   | Spagna      |

Alla fine del torneo la Spagna, giunta ultima fra le quindici core teams, è stata automaticamente retrocessa. Il Giappone, vincitore dell'apposito torneo di qualificazione disputato all'interno dell'Hong Kong Sevens 2014, sostituirà la nazionale spagnola nella stagione successiva.

## Punteggi
Il campionato ha una classifica determinata dai punti guadagnati in ogni torneo. Per tutti i tornei si può applicare questo programma:
- Vincitore della Cup (1º posto): 22 punti
- Finalista della Cup: 19 p
- Vincitore 3º posto della Cup: 17 p
- Perdente finale 3º posto della Cup (4º posto): 15 p
- Vincitore del Plate (5º posto): 13 p
- Finalista Plate: 12 p
- Semifinaliste Plate: 10 p
- Vincitore Bowl (9º posto): 8 p
- Finalista Bowl: 7 p
- Semifinaliste Bowl: 5 p
- Vincitore Shield (13º posto): 3 p
- Finalista Shield: 2 p
- Semifinaliste Shield: 1 p

Se due squadre sono a pari punti a fine stagione si usano i seguenti metodi per stabilire la classifica:
1. Differenza punti in stagione
2. Totale mete in stagione
3. Se non sono bastati i criteri sopra le squadre sono pari

## Formato
In un evento normale partecipano 16 squadre, in quello di Hong Kong 28 (se ne aggiungono altre 12 che disputano un torneo separato di qualificazione par l'edizione successiva delle Series). In ogni torneo le squadre sono divise in gironi da quattro formazioni, che disputano un girone all'italiana. Sono attribuiti 3 punti per la vittoria, 2 per il pareggio, uno per la sconfitta, 0 se si dà forfait. A parità di punti sono considerati:
1. Confronto diretto.
2. Differenza punti.
3. Differenza mete.
4. Punti segnati.
5. Sorteggio.

In ogni torneo sono assegnati quattro trofei, in ordine discendente di prestigio: Cup, al vincitore dell'evento, Plate, Bowl e Shield. Ogni trofeo è assegnato alla fine dei confronti diretti.
In un normale evento le prime due di ogni girone avanzano per competere per la Cup. Le perdenti dei quarti di finale passano nel tabellone per il Plate. Il Bowl è conteso fra terzi e quarti dei gironi, mentre per lo Shield giocano i perdenti dei quarti di finale del Bowl.
Nel torneo di Hong Kong avanzano per la Cup i vincitori dei sei gironi e le due migliori seconde. Il Plate è conteso dalle perdenti ai quarti di finale della Cup, le restanti seconde classificate e le quattro migliori terze classificate competono per il Bowl, mentre le rimanenti otto squadre competono per lo Shield.

## Classifica generale
| Pos.             | Squadra       | Australia | Dubai | S.Africa | U.S.A. | N.Zelanda | Giappone | Hong Kong | Scozia | Inghilterra | TOTALE |
| ---------------- | ------------- | --------- | ----- | -------- | ------ | --------- | -------- | --------- | ------ | ----------- | ------ |
| 1                | Nuova Zelanda | 22        | 17    | 19       | 19     | 22        | 15       | 22        | 22     | 22          | 180    |
| 2                | Sudafrica     | 15        | 19    | 22       | 22     | 19        | 19       | 13        | 10     | 13          | 152    |
| 3                | Figi          | 13        | 22    | 13       | 8      | 17        | 22       | 17        | 17     | 15          | 144    |
| 4                | Inghilterra   | 17        | 15    | 8        | 13     | 15        | 17       | 19        | 13     | 17          | 134    |
| 5                | Australia     | 19        | 8     | 7        | 12     | 13        | 13       | 15        | 10     | 19          | 116    |
| 6                | Canada        | 7         | 5     | 2        | 17     | 12        | 10       | 10        | 19     | 8           | 90     |
| 7                | Kenya         | 12        | 10    | 10       | 7      | 8         | 10       | 3         | 12     | 12          | 84     |
| 8                | Samoa         | 10        | 5     | 17       | 15     | 10        | 2        | 5         | 5      | 10          | 79     |
| 9                | Argentina     | 5         | 13    | 15       | 10     | 10        | 3        | 5         | 7      | 7           | 75     |
| 10               | Francia       | 8         | 3     | 12       | 10     | 5         | 5        | 7         | 8      | 10          | 68     |
| 11               | Galles        | 10        | 12    | 5        | 5      | 5         | 8        | 12        | 3      | 5           | 65     |
| 12               | Scozia        | 5         | 10    | 3        | 5      | 7         | 7        | 8         | 15     | 1           | 61     |
| 13               | Stati Uniti   | 3         | 1     | 5        | 3      | 3         | 12       | 10        | 1      | 3           | 41     |
| 14               | Portogallo    | 2         | 7     | 10       | 1      | 1         | 1        | 2         | 1      | 1           | 26     |
| 15               | Spagna        | 1         | 2     | 1        | 2      | 2         | 1        | 1         | 5      | 5           | 20     |
| Squadre invitate |               |           |       |          |        |           |          |           |        |             |        |
| 16               | Giappone      | -         | -     | -        | -      | -         | 5        | -         | 2      | 2           | 9      |
| 17               | Tonga         | 1         | -     | -        | -      | 1         | -        | -         | -      | -           | 2      |
| 18               | Russia        | -         | 1     | -        | -      | -         | -        | -         | -      | -           | 1      |
| 18               | Sri Lanka     | -         | -     | -        | -      | -         | -        | 1         | -      | -           | 1      |
| 18               | Uruguay       | -         | -     | -        | 1      | -         | -        | -         | -      | -           | 1      |

## Risultati Tornei

### Australia Sevens
| Trofeo | Finaliste                     | Semifinaliste              |
| ------ | ----------------------------- | -------------------------- |
| Cup    | Nuova Zelanda 40-19 Australia | Inghilterra 47-0 Sudafrica |
| Plate  | Figi 36-0 Kenya               | Samoa e Galles             |
| Bowl   | Francia 19-14 Canada          | Scozia e Argentina         |
| Shield | Stati Uniti 22-0 Portogallo   | Spagna e Tonga             |